# Hironori Saruta
Hironori Saruta (猿田 浩得 Saruta Hironori?, nacido el 28 de octubre de 1982 en Ōtake, Hiroshima) es un exfutbolista japonés. Jugaba de delantero y su último club fue el Udon Thani FC.

## Trayectoria

### Clubes
| Club                | País      | Año         |
| ------------------- | --------- | ----------- |
| Ehime FC            | Japón     | 2005 - 2006 |
| YKK AP              | Japón     | 2007        |
| Balestier Khalsa FC | Singapur  | 2008        |
| Sriracha            | Tailandia | 2009        |
| Bangkok Glass FC    | Tailandia | 2010 - 2013 |
| Port FC             | Tailandia | 2014 - 2015 |
| Chiangrai United FC | Tailandia | 2016        |
| Udon Thani FC       | Tailandia | 2017        |